# Euproctis nigrifulva
Euproctis nigrifulva är en fjärilsart som beskrevs av M.Gaede 1932. Euproctis nigrifulva ingår i släktet Euproctis och familjen tofsspinnare. Inga underarter finns listade i Catalogue of Life.